# Austin Maestro
O Austin Maestro é um hatchback de cinco portas de segmento C (e derivado de furgão de duas portas) que foi produzido de novembro de 1982 a 1986 pela British Leyland e de 1986 a dezembro de 1994 pelo Rover Group como substituto do Austin Maxi e Austin Allegro, com a versão furgão substituindo o furgão correspondente derivado do Morris Ital. O carro foi produzido na antiga fábrica da Morris em Oxford, também conhecida como Cowley, com 605.000 unidades vendidas. Hoje, a fábrica remodelada produz o BMW Mini. Uma versão de desempenho da marca MG foi vendida como MG Maestro de 1983 a 1991.
Embora os modelos posteriores fossem às vezes chamados de Rover Maestro, o modelo nunca usou o emblema Rover. O sedã Austin Montego era uma variante do Maestro.